# Comté de Herkimer
Le comté de Herkimer (en anglais : Herkimer County) est l'un des 62 comtés de l'État de New York, aux États-Unis. Le siège du comté est Herkimer. Le nom du comté vient de Nicholas Herkimer (en), un officier mort au combat durant la Bataille d'Oriskany. 

## Population
La population du comté s'élevait à 60 139 habitants au recensement de 2020.
| Groupe                           | Comté de Herkimer | New York | États-Unis |
| -------------------------------- | ----------------- | -------- | ---------- |
| Blancs                           | 92                | 66,8     | 72,4       |
| Hispaniques et Latino-Américains | 2,5               | 17,6     | 16,7       |
| Afro-Américains                  | 1,2               | 15,9     | 12,6       |
| Asiatiques                       | 0,6               | 7,3      | 4,8        |
| Autres                           | 0,7               | 7,5      | 6,4        |
| Amérindiens                      | 0,2               | 0,6      | 0,9        |
| Total                            | 100               | 100      | 100        |
|                                  |                   |          |            |

Selon l'American Community Survey, en 2010, 94,15 % de la population âgée de plus de 5 ans déclare parler l'anglais à la maison, 1,72 % déclare parler l'espagnol, 0,99 % le russe, 0,85 % l'italien, et 2,29 % une autre langue.

## Villes et villages
- Herkimer
- Manheim

## Comtés adjacents
- Comté de Saint Lawrence
- Comté de Hamilton
- Comté de Montgomery
- Comté de Fulton
- Comté d'Ostego
- Comté de Lewis
- Comté d'Oneida